# Laïkós Orthódoxos Synagermós
Laïkós Orthódoxos Synagermós (LA.O.S.) (česky: Lidové pravoslavné hnutí) je řecká politická strana, která bývá označována za krajně pravicovou. Strana byla založena 14. září 2000.
Od parlamentních voleb v květnu 2012 zde nemá strana žádný mandát. Zastoupení nemá ani v Evropském parlamentu, a to od voleb v roce 2014. 

## Platforma
Hlavní body Lidového pravoslavného hnutí jsou následující:
- Zamezení přistoupení Turecka k Evropské unii.
- Vytvoření realistické přistěhovalecké politiky.
- Nesouhlas s Evropskou ústavou a Lisabonskou smlouvou.
- Neuznání republiky Makedonie, pokud název zahrnuje pojem "Makedonie".
- Snížení daní pro jednotlivce a malé firmy.

## Volební výsledky

### Řecké legislativní volby
| Rok         | Hlasů                 | %                     | Mandáty               |
| ----------- | --------------------- | --------------------- | --------------------- |
| 2004        | 162 103               | 2,20 %                | 0                     |
| 2007        | 271 764               | 3,80 %                | 10                    |
| 2009        | 386 152               | 5,63 %                | 15                    |
| květen 2012 | 182 925               | 2,9 %                 | 0                     |
| červen 2012 | 97 099                | 1,6 %                 | 0                     |
| leden 2015  | 63 669                | 1 %                   | 0                     |
| září 2015   | Strana nekandidovala. | Strana nekandidovala. | Strana nekandidovala. |
| 2019        | Strana nekandidovala. | Strana nekandidovala. | Strana nekandidovala. |
| květen 2023 | Strana nekandidovala. | Strana nekandidovala. | Strana nekandidovala. |
| červen 2023 | Strana nekandidovala. | Strana nekandidovala. | Strana nekandidovala. |

### Volby do Evropského parlamentu
| Rok  | Hlasů   | %      | Mandáty |
| ---- | ------- | ------ | ------- |
| 2004 | 252 429 | 4,12 % | 1       |
| 2009 | 366 615 | 7,15 % | 2       |
| 2014 | 154 029 | 2,69 % | 0       |
| 2019 | 69 779  | 1,23 % | 0       |
| 2024 | 9 936   | 0,25 % | 0       |